# Vladimir Shatalov
Vladimir Aleksandrovich Shatalov (em russo:  Владимир Александрович Шаталов) (Petropavlovsk, 8 de dezembro de 1927 – Moscou, 15 de junho de 2021) foi um cosmonauta soviético.

## Biografia
Shatalov nasceu em Petropavlovsk. Seu pai, Aleksandr Borisovich Shatalov, recebeu o Herói do Trabalho Socialista. Em 1941, Shatalov se formou na 6ª Série da Escola Secundária N°4 em Leningrado. Durante seus anos escolares, Shatalov se envolveu em aeromodelismo no Palácio dos Pioneiros. Em 1941, ele fez parte da Defesa de Neningrado por um mês e meio, junto de seu pai, no trem de reparo e restauro "Svyazrem-1". Shatalov retornou para Petropavlovsk, da onde sua família havia deixado devido a evacuação. Em 1943, Shatalov havia se formado na escola de sete anos em Petropavlovsk.
Shatalov realizou três missões espaciais. Seu primeiro voo foi no dia 14 de janeiro de 1969, na Soyuz 4. Foi a primeira missão a realizar uma manobragem e acoplamento manual com a Soyuz 5. Com sua participação, pela primeira vez no mundo, uma estação espacial experimental foi criada e a transferência dos cosmonautas Aleksei Yeliseyev e Yevgeny Khrunov, através do espaço aberto, da Soyuz 5 para a 4, foi realizada.
De 1971 a 1987 ele foi o comandante do treinamento de cosmonautas e diretor do Centro de Treinamento de Cosmonautas Yuri Gagarin desde essa data até 1991.
Shatalov foi casado com Musa Andreyevna Ionova. Teve dois filhos: Igor Vladimirovich Shatalov e Yelena Vladimirovna Shatalova.
Shatalov faleceu no dia 15 de junho de 2021. Seu funeral ocorreu no dia 17 de junho de 2021, no Federal Military Memorial Cemetery, em Mytishchi, Oblast de Moscou.